# Liste der Monuments historiques in Esley
Die Liste der Monuments historiques in Esley führt die Monuments historiques in der französischen Gemeinde Esley auf.

## Liste der Immobilien
| Bezeichnung     | Beschreibung                   | Standort               | Kennzeichnung | Schutzstatus | Datum | Bild           |
| --------------- | ------------------------------ | ---------------------- | ------------- | ------------ | ----- | -------------- |
| Kirche St-André | Krypta, ab dem 11. Jahrhundert | Rue de l’Église (Lage) | PA00107163    | Classé       | 1910  | weitere Bilder |

## Liste der Objekte
| Bezeichnung               | Beschreibung                           | Standort                      | Kennzeichnung | Schutzstatus | Datum | Bild |
| ------------------------- | -------------------------------------- | ----------------------------- | ------------- | ------------ | ----- | ---- |
| Skulptur Madonna mit Kind | Stein, 14. Jahrhundert                 | in der Kirche St-André (Lage) | PM88000331    | Classé       | 1958  |      |
| Skulptur Heiliger Andreas | Stein, farbig gefasst, 14. Jahrhundert | in der Kirche St-André (Lage) | PM88000332    | Classé       | 1958  |      |